# Mihajlo Nešković
Mihajlo Nešković (in serbo Михајло Нешковић?; Šid, 9 febbraio 2000) è un calciatore serbo, centrocampista del Sepsi.

## Caratteristiche tecniche
È un esterno sinistro.

## Carriera
Cresciuto nel settore giovanile del Vojvodina, ha esordito in prima squadra il 21 ottobre 2016 disputando l'incontro di Superliga serba vinto 3-1 contro il Voždovac.

## Statistiche
Statistiche aggiornate al 24 giugno 2020.

### Presenze e reti nei club
| Stagione        | Squadra         | Campionato      | Campionato | Campionato | Coppe nazionali | Coppe nazionali | Coppe nazionali | Coppe continentali | Coppe continentali | Coppe continentali | Altre coppe | Altre coppe | Altre coppe | Totale | Totale | Totale |
| Stagione        | Squadra         | Comp            | Pres       | Reti       | Comp            | Pres            | Reti            | Comp               | Pres               | Reti               | Comp        | Pres        | Reti        | Pres   | Reti   |        |
| --------------- | --------------- | --------------- | ---------- | ---------- | --------------- | --------------- | --------------- | ------------------ | ------------------ | ------------------ | ----------- | ----------- | ----------- | ------ | ------ | ------ |
| 2016-2017       | Vojvodina       | SL              | 4          | 0          | CS              | 0               | 0               |                    | -                  | -                  |             | -           | -           | 4      | 0      |        |
| 2017-2018       | Vojvodina       | SL              | 9          | 0          | CS              | 1               | 0               | UEL                | 0                  | 0                  |             | -           | -           | 10     | 0      |        |
| 2018-2019       | Vojvodina       | SL              | 13         | 0          | CS              | 0               | 0               |                    | -                  | -                  |             | -           | -           | 13     | 0      |        |
| 2019-2020       | Vojvodina       | SL              | 14         | 2          | CS              | 2               | 0               |                    | -                  | -                  |             | -           | -           | 16     | 2      |        |
| Totale carriera | Totale carriera | Totale carriera | 40         | 2          |                 | 3               | 0               |                    | 0                  | 0                  |             | -           | -           | 43     | 2      |        |

## Palmarès

### Competizioni nazionali
- Coppa di Serbia: 1

Vojvodina: 2019-2020